# Bérénice Aworet
Bérénice Aworet Onanga est une taekwondoïste gabonaise.

## Carrière
Bérénice Aworet remporte aux Championnats d'Afrique centrale 2001 à Yaoundé la médaille d'argent en moins de 55 kg.
Elle participe aux Championnats d'Afrique de taekwondo 2001 se déroulant à Dakar, obtenant la médaille d'or dans la catégorie des moins de 51 kg.
Elle devient par la suite entraîneur ; elle suit notamment un stage  au Centre sport-études de Lausanne par le biais de la Solidarité olympique.